# Bartolomeu Mastrio
Bartolomeo Mastri ou Mastrio (em latim: Bartholomæus Mastrius; Meldola, 7 de dezembro de 1602 – Meldola, 11 de janeiro de 1673) foi um filósofo e teólogo católico da Ordem dos Frades Menores. É um dos principais representantes da corrente escola escotista no século XVII.

## Biografia
Bartolomeu Mastrio nasceu em Meldola, próximo de Forlì, numa família de pequenos notáveis. Como franciscano, após seu noviciado em Cesena em 1616 frequentou os estudos franciscanos de Nápoles (onde é formado por Giuseppe Napoli da Trapani) e Bolonha. Após ter sido professor de lógica em Parma e Bolonha  termina seus estudos no colégio São Boaventura em Roma nos anos de 1623 e 1625, um centro importante da corrente escotista onde conhece Boaventura Belluto de Catânia.

## Obras

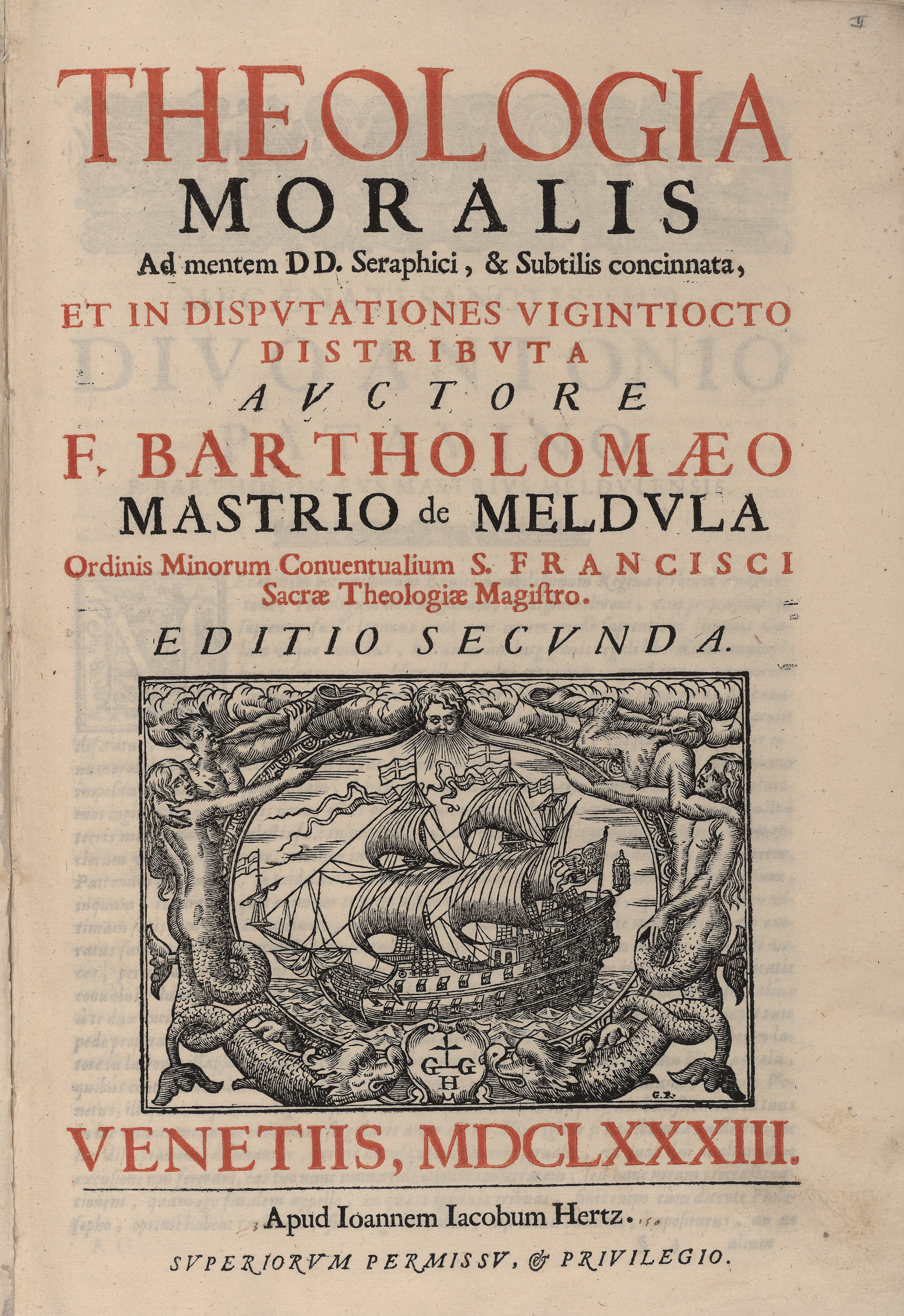
Theologia moralis, 1683

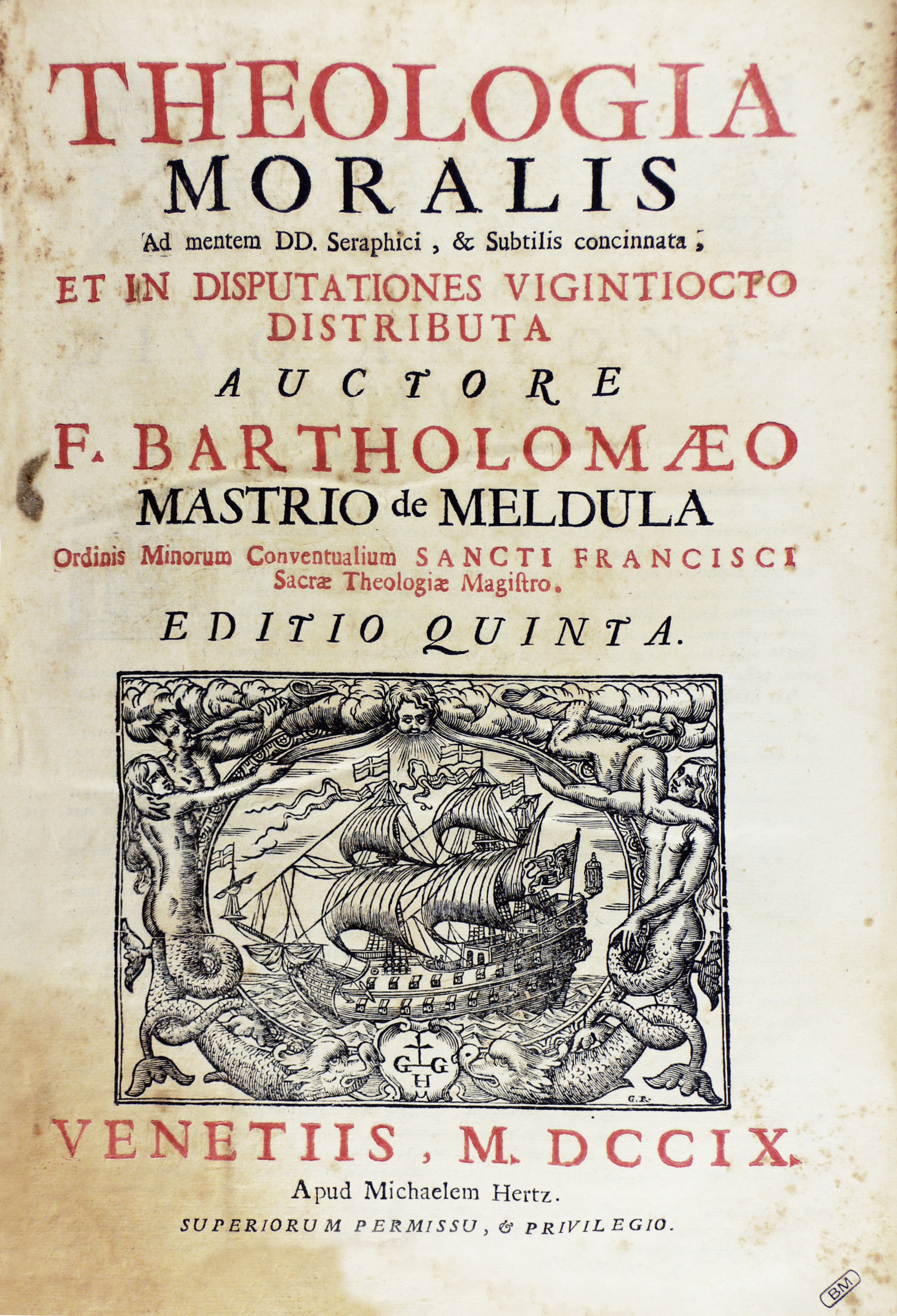
Theologia moralis, 1709 (Milano, Fondazione Mansutti).

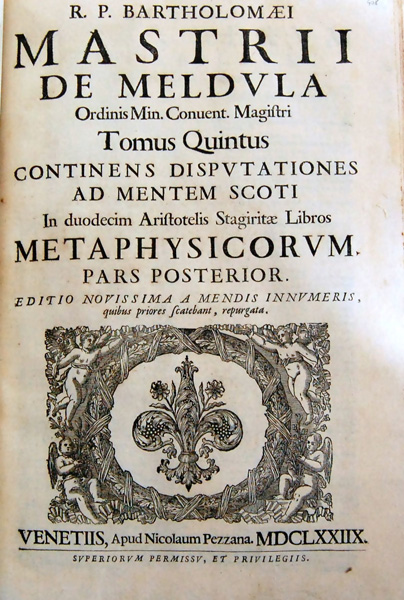
Capa do quinto tomo da reedição do Cursus

Bartolomeu Mastrio é o autor de quatro grandes obras, que frequentemente saem em vários tomos e, salvo menção contrária, sendo lançados todos em Veneza.
- Cursus integer philosophiæ ad mentem Scoti, com Bonaventura Belluto; de início publicado em sete tomos entre 1637 e 1647, parcialmente reeditado entre 1644 e 1652 com acréscimos somente de Mastrio, depois reeditado de modo póstumo em 1678.
- Scotus et scotistæ Bellutus et Mastrius expurgati a probosis querelis ferchianis editado por Franciscum Succium em Ferrara em 1650;
- Disputationes theologicæ in quatuor libros Sentenciarum, em quatro volumes:
  - Disputationes theologicæ in primum librum Sententiarum, editado por Iohannes Iacobum Hertz em 1655;
  - Disputationes theologicæ in secundum librum Sententiarum, editado por Franciscum Stortum em 1659 ;
  - Disputationes theologicæ in tertium librum Sententiarum, editado por Valvasensem em 1661;
  - Disputationes theologicæ in quartum librum Sententiarum, editado por Valvasensem em 1664 ;
- Theologia moralis ad mentem dd. Seraphici et Subtilis concinnata, editado por Iohannes Iacobum Hertz em 1671.